# Ансира Берни, Сельма
Сельма Ансира (род. 12 июня 1956, Мехико) — мексиканский славист, критик, переводчик художественной литературы.

## Биография
Дочь мексиканского актёра Карлоса Ансиры и родная сестра актрисы Патрисии Ансира. Изучала русскую филологию в МГУ им. Ломоносова. Затем изучала новогреческий язык и греческую литературу в Афинском университете. Фотограф-любитель, автор нескольких выставок. С 1988 г. живёт в Барселоне, имеет испанское гражданство.
Специалист по русской литературе XIX века и современной греческой литературе. Перевела на испанский язык почти все прозаические произведения Марины Цветаевой, а также отдельные произведения А. С. Пушкина, Н. В. Гоголя, И. А. Гончарова, И. А. Бунина, А. П. Чехова, М. А. Булгакова, Б. Л. Пастернака, С. М. Эйзенштейна, Н. Н. Берберовой, О. Э. Мандельштама, Б. Ш. Окуджавы, И. М. Меттера. Сельма Ансира перевела «Дневники» Л. Н. Толстого (в двух томах) и обширную подборку его писем; а также письма Ф. М. Достоевского брату Михаилу. Ей также принадлежат переводы пьес А. Володина, А. Арбузова, А. Н. Островского и театральной адаптации «Преступления и наказания» Ф. М. Достоевского, выполненной Э. Радзинским. Из современной русской литературы Сельма Ансира переводила произведения В. Токаревой, Л. Петрушевской и В. Пелевина.
Из греческой литературы XX века она перевела эссеистику Йоргоса Сефериса, стихи Янниса Ритсоса, драматургию Яковоса Камбанеллиса.
С 2006 г. Сельма Ансира является одним из главных организаторов ежегодного Международного семинара переводчиков в Ясной Поляне.

### Награды
Среди многочисленных наград Сельмы Ансиры:
- 1989: Медаль А. С. Пушкина (Международная ассоциация преподавателей русского языка и литературы)[3].
- 2008: Медаль Пушкина (10 июня 2008 года, Россия) — за большой вклад в изучение и сохранение культурного наследия, в сближение и взаимообогащение культур наций и народностей[4].
- 2008: мексиканская медаль «Cultura libre» («Свободная культура») за литературную и переводческую деятельность.
- 2009: переводческая премия Ángel Crespo (Барселона) за перевод книги Марины Цветаевой «Живое о живом».
- 2010: литературная премия им. Марины Цветаевой за перевод произведений Цветаевой на испанский язык.
- 2010: международная литературная Волошинская премия за перевод книги «Живое о живом».
- 2011: национальная переводческая премия Испании.
- 2012: международная переводческая премия им. Томаса Сеговии (Мексика).[5]